# Until It Sleeps
„Until It Sleeps“ je singl a zároveň čtvrtá píseň americké kapely Metallica na albu Load z roku 1996. Text písně napsali James Hetfield a Lars Ulrich. Text reflektuje osud Hetfieldových rodičů, kteří oba zemřeli na rakovinu a byli členy náboženského hnutí Křesťanská věda. První demoverze před vymyšlením současného jména měla pracovní název „F. O. B. D.“, protože členům kapely připomínala píseň „Fall on Black Days“ od kapely Soundgarden.
Píseň získala ohlas a stala se první a zatím poslední písní od Metallicy, která obsadila místo v první desítce žebříčku Hot 100 sestavovaného americkým magazínem Billboard.
Později se píseň hrála na koncertech a živá nahrávka písně se symfonickým orchestrem z roku 1999 se dostala na album S&M. V roce 2000 vydala finská kapela Apocalyptica cover verzi písně na violoncellech na albu Cult.

## Videoklip
K singlu byl též natočen videoklip, režírovaný Samuelem Bayerem. Natáčen byl v květnu roku 1996 v okolí Los Angeles. Video surrealisticky zachycuje pád člověka, za tímto účelem byly použity četné odkazy na dílo nizozemského mistra Hieronyma Bosche. Krom obecných motivů z Boschova díla byly inscenovány celé výjevy z některých jeho obrazů, jako pád Adama a Evy z triptychu Fůra sena, démona pojídajícího lidi ze Zahrady pozemských rozkoší nebo předvádění Krista z Ecce homo.
Klip měl premiéru na MTV 23. května 1996 a získal MTV Video Music Awards za nejlepší rockový videoklip.

## Umělci
- James Hetfield – akustická kytara a zpěv
- Lars Ulrich – bicí
- Kirk Hammett – sólová kytara
- Jason Newsted – basová kytara

## Pozice na žebříčcích
| Rok  | US Hot 100 | Modern Rock Tracks chart | Mainstream Rock Tracks chart | Album |
| ---- | ---------- | ------------------------ | ---------------------------- | ----- |
| 1996 | 10         | 27                       | 1                            | Load  |